# Metropolitano Stadion
A Riyadh Air Metropolitano stadion az Atlético de Madrid stadionja 2017 őszétől. A stadion előző neve La Peineta volt. Befogadóképessége 67 ezer fő. A stadionban, illetve a stadionon kívül 4000 férőhelyes parkoló épült. Itt rendezték a 2018–2019-es UEFA-bajnokok ligája döntőjét 2019. június 1-én, melyet a Liverpool FC nyert meg a Tottenham Hotspur FC ellen 2:0-ra.

## Tervek

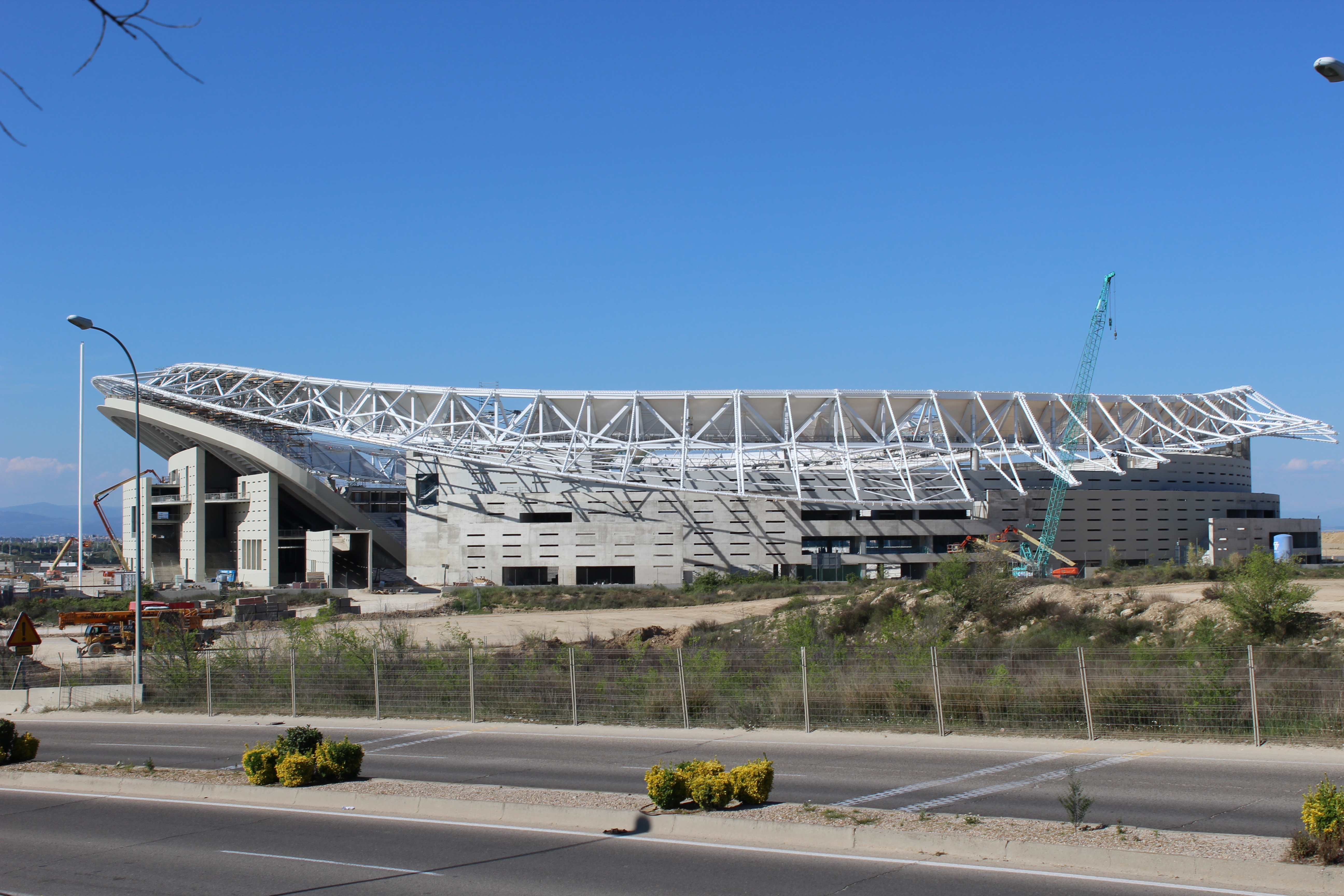
Az épülő stadion

A La Peineta stadion felújításával kapcsolatos terveket 2011 végén mutatták be. A projekt költsége a becslések szerint 200 millió euró. A stadionban atlétikai pálya is lesz. Akkor úgy nézett ki, hogy  Madrid indul vagy a 2020-as, vagy a 2024-es olimpia megrendezéséért.

## A név eredete
Az Atlético de Madrid 2017-ig a Vicente Calderón Stadionban játszotta hazai mérkőzéseit, és a 2017–2018-as bajnoki szezontól költözött be új arénájába. Az új létesítmény neve egy befektető nevéből és egy sporttörténeti vonatkozásból tevődik össze. A Wanda a klubban 20 százalékos tulajdonrészt birtokló kínai Wanda Property Groupra utal, a Metropolitano pedig a csapat régi otthonára, melyben 1923 és 1966 között szerepelt az Atlético. Volt korábban olyan felvetés, hogy Luis Aragonésról, az " Atleti" korábbi játékosáról nevezzék el a stadiont.

## Nevei
- Estadio Metropolitano
- La Peineta stadion
- Wanda Metropolitano
- Cívitas Metropolitano
- Riyadh Air Metropolitano

## Helyszín
A stadion közel van Rosas, Cannilejas és Rejas városrészekhez. Mindössze 8 kilométerre fekszik a belvárostól és közel van hozzá a repülőtér is.

## Nyitó mérkőzés

### Első bajnoki mérkőzés
A stadionban lejátszott első mérkőzés egy bajnoki találkozó volt. Az Atlético de Madrid csapott össze a Málagával. Az eredmény 1-0 lett a hazaiak javára. A stadion első gólját Antoine Griezmann szerezte a 61. percben Ángel Correa passzából.

### Első nemzetközi mérkőzés
2017 szeptember 27.-én sor került az első nemzetközi mérkőzésre. Az Atlético de Madrid az angol Chelsea ellen játszott. A mérkőzést a hazai csapat kezdte jobban: a 40. percben Griezmann talált be büntetőből. A 60. percben viszont egyenlített a vendég csapat Álvaro Morata révén. Aztán a 94. percben Michy Batshuayi talált be, ezzel beállítva a végeredményt.

## Galéria

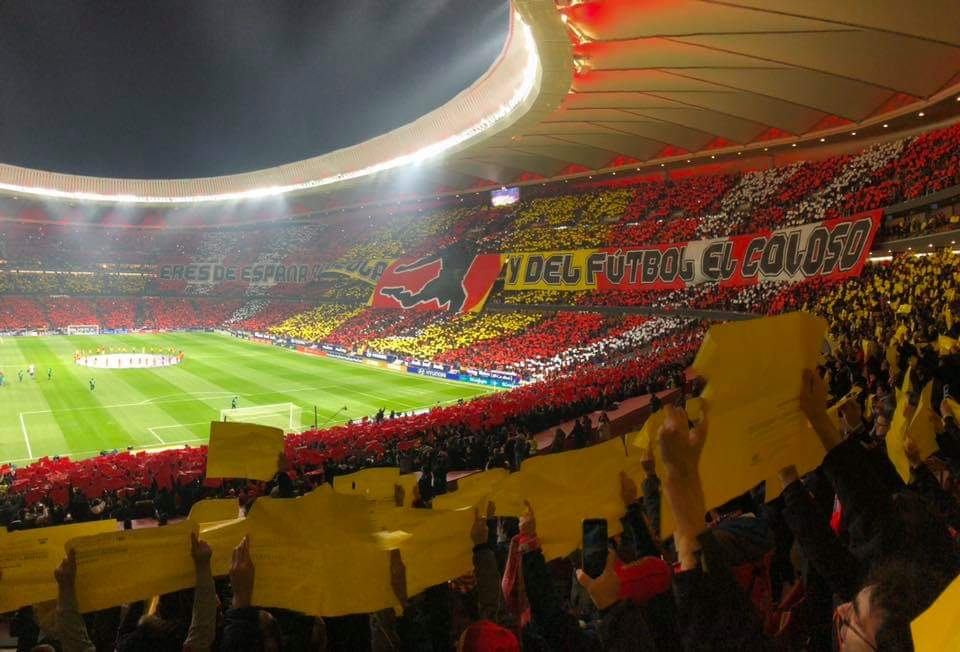
Élőkép a stadionban

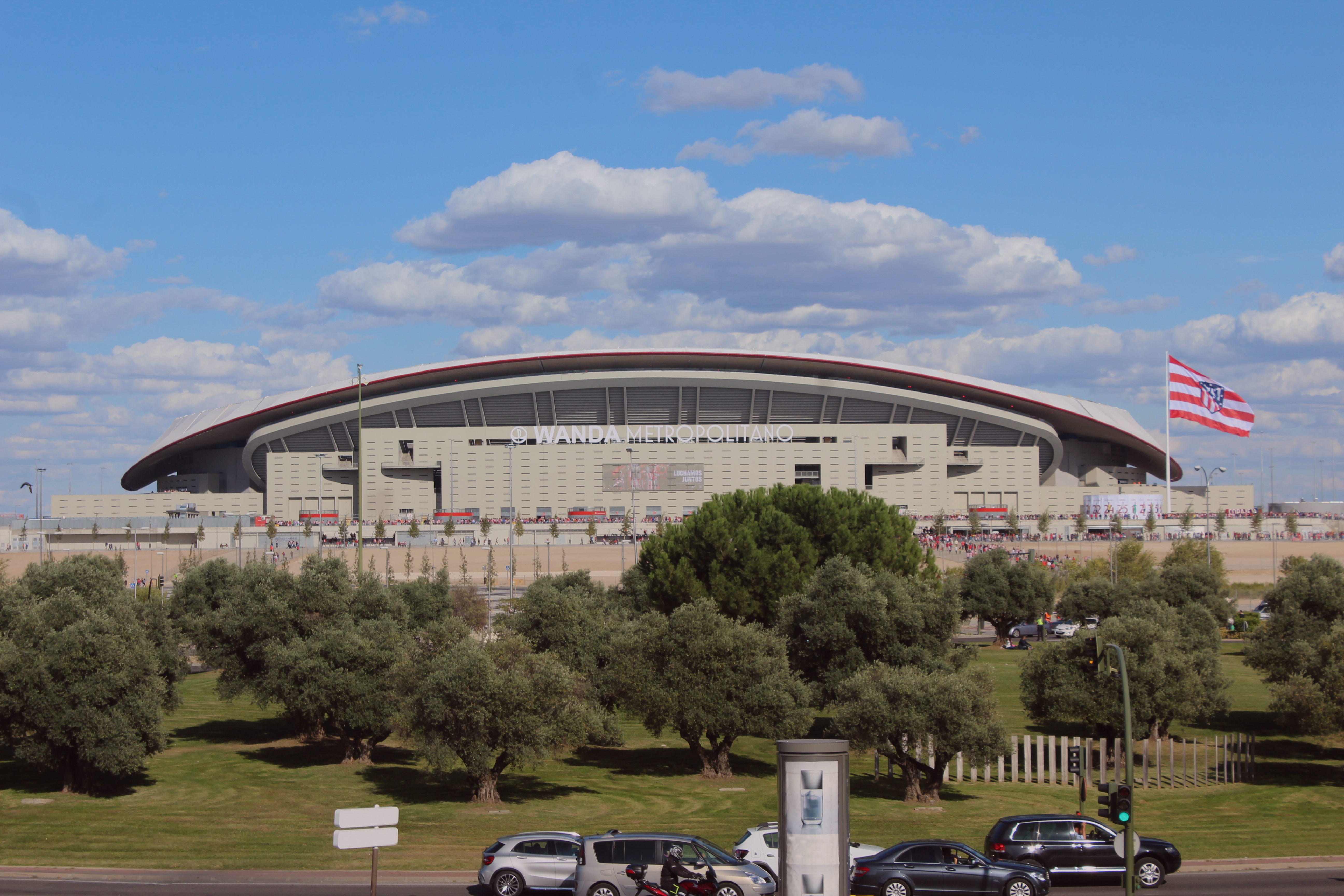
A stadion távolról